# Santa Cruz de la Palma
Santa Cruz de la Palma je hlavní město ostrova La Palma, jednom ze sedmi hlavních Kanárských ostrovů. Na území města o rozloze 43,38 km2 zde v roce 2023 žilo 15 441 obyvatel, což ze Santa Cruz de la Palma činí druhé největší město na ostrově La Palma (hned po Los Llanos de Aridane).

## Historie

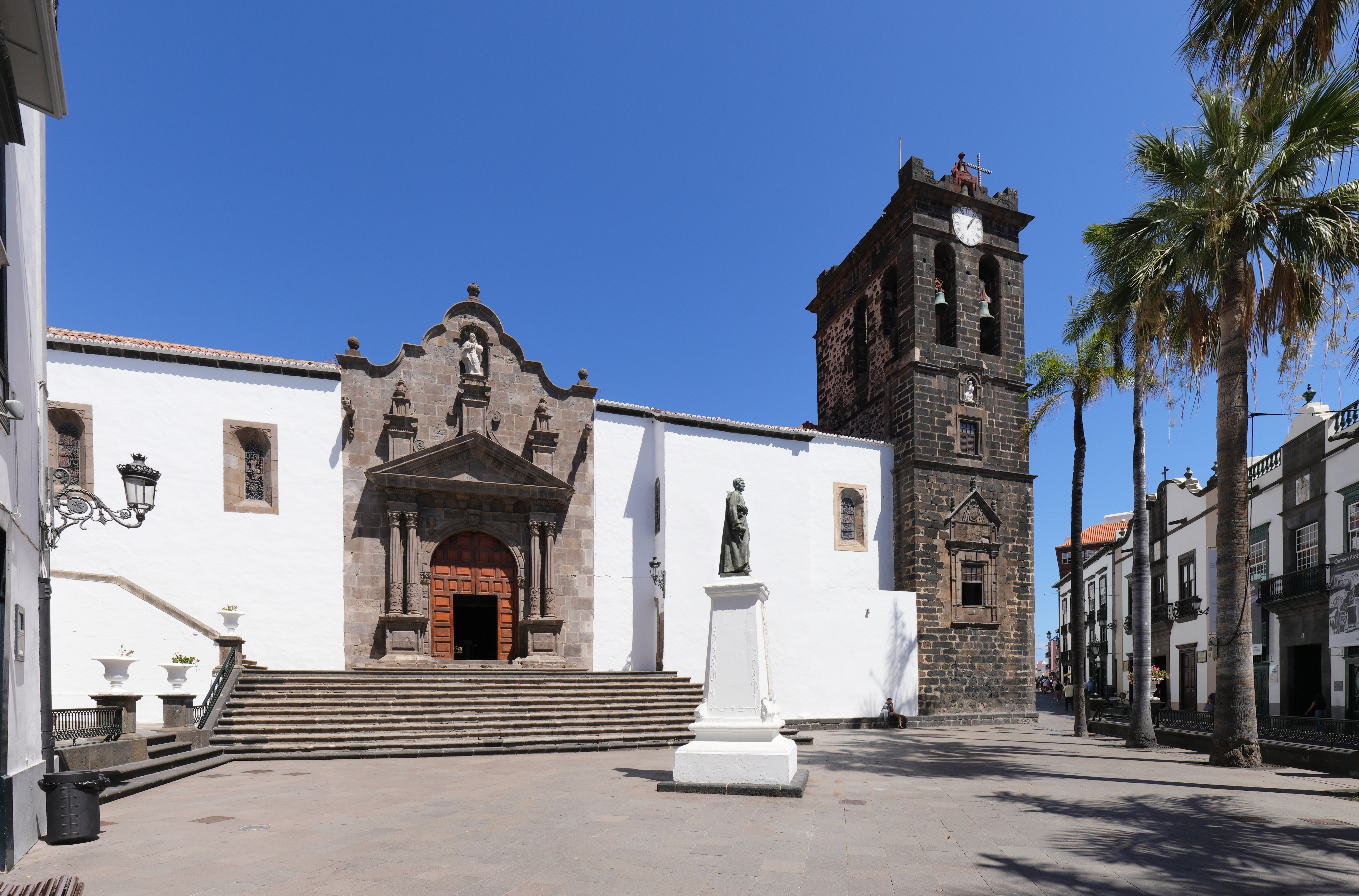
Kostel Matriz de El Salvador na náměstí Plaza de Espaňa

Město Santa Cruz de la Palma založil 3. května 1493 guvernér Alonso Fernández de Lugo pod názvem Villa de Apurón. Toto místo pro založení města bylo vybráno, protože zde panují dobré povětrnostní podmínky, které jsou ideální pro kotvící lodě. Existence hlavního kostela Matriz de El Salvador je doložena již v roce 1512.
Město se rychle rozrůstalo díky svému přístavu, který byl posledním přístavem na cestě do Ameriky a přes který se vyvážela cukrová třtina vypěstovaná na ostrově. V 16. století byl dokonce přístav třetím největším v Evropě (po Antverpách a Seville).
V roce 1553 město zničil pirát François Le Clerc, známější jako Pata de Palo, a muselo být znovu vybudováno a opevněno. Ze starého opevnění se zachoval pouze hrad Santa Catalina a hrad Santa Cruz del Barrio.
Santa Cruz de La Palma se může pochlubit první demokraticky zvolenou městskou radou ve Španělsku, která sídlila v budově zvané Cueva de Carías, což potvrzuje pamětní deska u vchodu do současné radnice. V roce 1773 se zde konaly první volby lidovým hlasováním ve Španělsku, a to na základě žaloby proti radním města, kterou podali irští obchodníci Dionisio O'Daly a Anselmo Pérez de Brito. Soud dopadl v prospěch irských obchodníků.
Zemědělská krize, kterou Santa Cruz de la Palma trpělo od svého založení kvůli omezenému prostoru pro rozšiřování polí způsobený místním terénem mělo za následek stagnaci počtu obyvatel města. V roce 1900 zde žilo asi 11 000 obyvatel, což je jen o 4 500 méně než v roce 2023. Například okolní města Breña Alta a Breña Baja nemají nouzi o prostor, kde by se mohly rozšiřovat banánové plantáže a proto se ve 20. století populačně hodně rozrostla.
Když v roce 1936 došlo k vojenskému povstání pod vedením generála Francisca Franca, které vyústilo ve španělskou občanskou válkou. Ostrov La Palma se povstalcům bránil a bojoval na straně republikánské vlády až do 25. července, kdy do města Santa Cruz de La Palma připlul dělový člun Canalejas. Tato událost se do dějin ostrova zapsala jako Rudý týden (španělsky Semana roja).
Po přechodu k demokracii v roce 1975 a prvních svobodných komunálních volbách v roce 1979 bylo město jedno z prvních, které mělo starostu z řad Komunistické strany Španělska (PCE).
V lednu 1998 město postihly silné záplavy způsobené přílivovou vlnou v kombinaci s oceánskou bouří, které způsobily rozsáhlé materiální škody. K obětem na životech nedošlo.

## Kulturní památky

### Slavnost sestoupení Panny Marie Sněžné

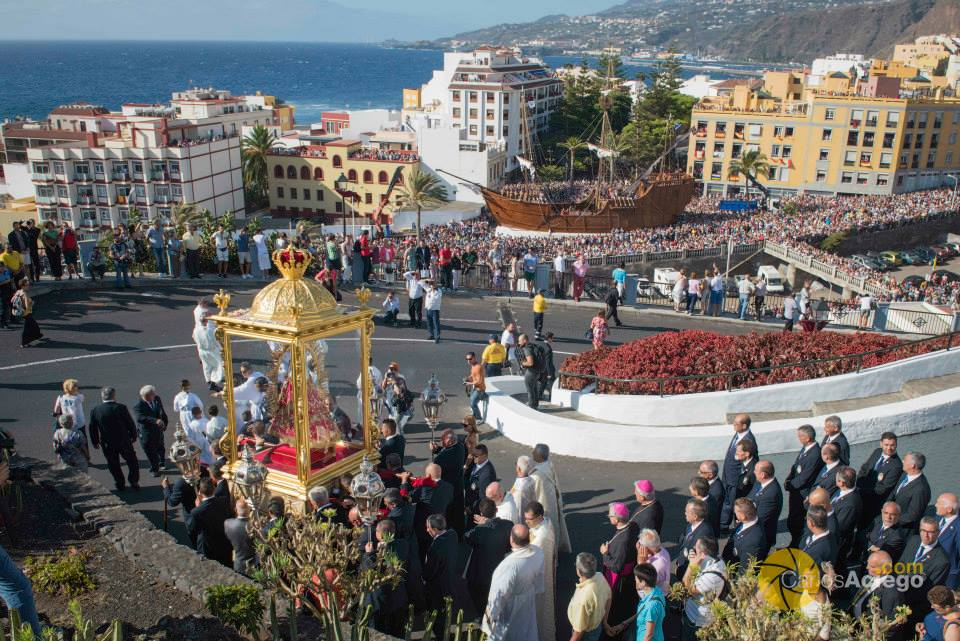
Průvod s Pannou Marií Sněžnou

Každých pět let se v létě na ostrově La Palma koná tato slavnost prohlášená za turistickou atrakci národního významu. Průvod začíná večer vynesením Panny Marie Sněžné z Královské svatyně Panny Marie Sněžné, která se nachází asi 5 km od centra Santa Cruz de la Palmy a končí za úsvitu u lodě Panny Marie. Zajímavou podívanou je při procesí „Tanec trpaslíků“, kteří tančí celou noc v rytmu polky.

## Vývoj počtu obyvatel
Osídlení města Santa Cruz de la Palma se od roku 1900 vyvíjelo takto:
| Rok  | Počet obyvatel |
| ---- | -------------- |
| 1900 | 11 000         |
| 1991 | 17 205         |
| 1996 | 17 265         |
| 2002 | 18 228         |
| 2003 | 18 201         |
| 2004 | 17 857         |
| 2008 | 17 132         |
| 2013 | 16 330         |
| 2023 | 15 441         |